# Sida emilei
Sida emilei är en malvaväxtart som beskrevs av Bénédict Pierre Georges Hochreutiner. Sida emilei ingår i släktet sammetsmalvor, och familjen malvaväxter. Inga underarter finns listade i Catalogue of Life.